# سعدي طعمة عباس
الفريق الأول الركن سعدي طعمة عباس الجبوري هو عسكري وسياسي عراقي سابق، ولد في محافظة بغداد عام 1939، شغل مناصب وزارية مختلفة في فترة حكم صدام حسين.
تخرج من الكلية العسكرية العراقية ومن مدرسة الدروع العراقية عام 1960، وأكمل الماجستير من كلية الأركان العراقية الدورة عام 1970. وشغل مناصب قيادية عسكرية مختلفة وشارك في عدة حروب ومعارك خاضها الجيش العراقي.
في 12 كانون الأول 1990، عين وزيرا للدفاع خلفا لعبد الجبار شنشل، وبقي في منصبه حتى خلفه حسين كامل حسن بتاريخ 6 نيسان 1991.
بعدها عين مستشارا عسكريا في ديوان رئاسة الجمهورية للفترة من 6 نيسان 1991 إلى 1998.
وفي عام 1998، عين وزيرا للعمل والشؤون الاجتماعية خلفا لعبد الحميد عبد العزيز الصائغ، وبقي في منصبه حتى إحالته على التقاعد في 29 حزيران 2002. خلفه في المنصب منذر مظفر النقشبندي. وبقى في منصبه حتى الغزو الأمريكي للعراق.
ألقت قوات الاحتلال الأمريكي القبض عليه في ايار مايو عام 2003. وفي 2 كانون الأول 2008، حكمت عليه المحكمة الجنائية العراقية العليا بالسجن 15 عاما بتهمة قمع الانتفاضة الشعبانية عام 1991، حيث كان يشغل منصب قائد القوات العسكرية في المنطقة الجنوبية.
توفي في سجن الحوت في الناصرية في 23 حزيران 2020.